# جرامبي كات
تارتار صوص (وُلدت في 4 أبريل/نيسان 2012)، تُعرف باسم جرامبي كات، هي قطة شهيرة على الإنترنت. اشتهرت القطة بسبب تعابير وجهها التي تجعلها تبدو غاضبة دائمًا. برجع هذا المظهر إلى سوء إطباق أسنان القطة وتقزمها. اشتهرت القطة عندما نشر براين بنديسين، شقيق مالكة القطة واسمها «تاباثا»، في سبتمبر 2012، صورة للقطة على موقع ريديت للأخبار الاجتماعية واستُخدمت الصورة في صور لول كات وميم.

## روابط خارجية
- جرامبي كات على موقع IMDb (الإنجليزية)
- جرامبي كات على موقع قاعدة بيانات الفيلم (الإنجليزية)